# Teoria gerativa da música tonal
A teoria gerativa da música tonal é uma teoria da música concebida pelo compositor e teórico musical americano Fred Lerdahl e pelo linguista americano Ray Jackendoff e apresentada em um livro de 1983 com o título A generative theory of tonal music (GTTM). A teoria constitui uma "descrição formal das intuições musicais de um ouvinte que é experiente em um idioma musical" com o objetivo de iluminar a capacidade humana única de compreensão musical.
A colaboração musical entre Lerdahl e Jackendoff foi inspirada pelas palestras Charles Eliot Norton de Leonard Bernstein, na Universidade de Harvard, em 1973, nas quais ele pediu aos pesquisadores que descobrissem uma gramática musical que pudesse explicar a mente musical humana de uma maneira científica comparável à revolucionária gramática transformacional ou generativa de Noam Chomsky.
Ao contrário das principais metodologias de análise musical que a precederam, a teoria interpreta os procedimentos mentais sob os quais o ouvinte constrói uma compreensão inconsciente da música e usa essas ferramentas para iluminar a estrutura de composições individuais. A teoria tem sido influente, estimulando novos trabalhos de seus autores e outros pesquisadores nos campos da teoria musical, cognição musical e musicologia cognitiva .

## A teoria
A teoria se concentra em quatro sistemas hierárquicos que moldam nossas intuições musicais. Cada um desses sistemas é expresso em uma estrutura hierárquica estrita, em que as regiões dominantes contêm elementos subordinados menores e elementos iguais existem de forma contígua em um nível hierárquico específico e explícito. Em GTTM qualquer nível pode ser em pequena ou grande escala dependendo do tamanho de seus elementos.

### As estruturas

#### I. Estrutura de agrupamento
GTTM considera a análise de agrupamento como o componente mais básico da compreensão musical. Ele expressa uma segmentação hierárquica da peça em motivos, frases, períodos e seções ainda maiores.

#### II. Estrutura métrica
A estrutura métrica expressa a intuição de que os eventos de uma peça musical estão relacionados a uma alternância regular de batidas fortes e fracas em vários níveis hierárquicos. É uma base crucial para todas as estruturas e reduções do GTTM.

#### III. Redução do intervalo de tempo
Reduções de intervalo de tempo (RITs) são baseadas em informações coletadas de estruturas métricas e de agrupamento. Eles estabelecem organizações hierárquicas em forma de árvore, unindo intervalos de tempo em todos os níveis temporais de um trabalho. A análise de RIT começa nos níveis mais baixos, onde a estrutura métrica marca a música em batidas de igual duração (ou mais precisamente em pontos de ataque separados por intervalos de tempo uniformes ) e se move através de todos os níveis maiores onde a estrutura de agrupamento divide a música em motivos, frases, períodos, grupos temáticos e divisões ainda maiores. Ele ainda especifica uma “cabeça” (ou evento mais estruturalmente importante) para cada intervalo de tempo em todos os níveis hierárquicos da análise. Uma análise RIT concluída é geralmente chamada de árvore de intervalo de tempo.

#### IV. Redução Prolongacional
A redução prolongada (RP) fornece nossa consciência "psicológica" dos padrões de tensionamento e relaxamento em uma determinada peça com termos estruturais precisos. Na redução do intervalo de tempo, a hierarquia de eventos cada vez mais importantes é estabelecida de acordo com a estabilidade rítmica. Na redução prolongacional, a hierarquia se preocupa com a estabilidade relativa expressa em termos de continuidade e progressão, o movimento em direção à tensão ou relaxamento e o grau de fechamento ou não fechamento. Uma análise de RP também produz uma análise hierárquica de estilo de estrutura de árvore, mas essas informações são frequentemente transmitidas em uma notação de "legenda" modificada visualmente condensada.
A necessidade de redução prolongada surge principalmente de duas limitações das reduções de intervalo de tempo. A primeira é que a redução do intervalo de tempo falha em expressar a sensação de continuidade produzida pelo ritmo harmônico. A segunda é que a redução do intervalo de tempo - embora estabeleça que determinados eventos de altura são ouvidos em relação a uma determinada batida, dentro de um grupo específico - não diz nada sobre como a música flui através desses segmentos.

### Mais sobre RIT vs. PR
É útil notar algumas diferenças básicas entre uma árvore de intervalo de tempo produzida por TSR e uma árvore prolongacional produzida por PR. Em primeiro lugar, embora as divisões ramificadas básicas produzidas pelas duas árvores sejam freqüentemente as mesmas ou semelhantes em níveis estruturais elevados, as variações ramificadas entre as duas árvores são frequentemente observadas à medida que se desce em direção à superfície musical.
Uma segunda e igualmente importante diferenciação é que uma árvore prolongacional carrega três tipos de ramificação: prolongamento forte (representado por um nó aberto no ponto de ramificação), prolongamento fraco (representado por um nó preenchido no ponto de ramificação) e progressão (representado por simples ramificação, sem nó). Árvores de intervalo de tempo não fazem essa distinção. Todos os ramos das árvores no período de tempo são ramos simples sem nós. (Embora os ramos das árvores no período de tempo sejam frequentemente anotados com outros comentários úteis. )

## As regras
Cada uma das quatro principais organizações hierárquicas (estrutura de agrupamento, estrutura métrica, redução do intervalo de tempo e redução prolongacional) é estabelecida por meio de regras, que são divididas em três categorias:
1. As regras de boa formação, que especificam possíveis descrições estruturais.
2. As regras de preferência, que se baseiam em possíveis descrições estruturais, provocando aquelas descrições que correspondem às audiências de ouvintes experientes de qualquer obra em particular.
3. As regras transformacionais, que fornecem um meio de associar estruturas distorcidas com descrições bem formadas.

### I. Regras de estrutura de agrupamento

#### Regras de boa formação de agrupamento (G ~ WFRs)
1. "Qualquer sequência contígua de eventos de tom, batidas de tambor ou semelhantes pode constituir um grupo, e apenas sequências contíguas podem constituir um grupo."
2. "Uma obra musical constitui um grupo."
3. "Um grupo pode conter grupos menores."
4. "Se um grupo G 1 contém parte de um grupo G 2, ele deve conter todo G 2. "
5. 'Se um grupo G 1 contém um grupo menor G 2, então G 1 deve ser exaustivamente particionado em grupos menores. "

#### Regras de preferência de agrupamento (G ~ PRs)
1. "Evite análises com grupos muito pequenos - quanto menores, menos preferíveis."
2. (Proximidade) Considere uma sequência de quatro notas, n 1 –n 4, a transição n 2 –n 3 pode ser ouvida como um limite de grupo se: a. (Legenda / pausa) o intervalo de tempo do final de n 2 for maior do que do final de n1 ao início de n 2 e do final de n 3 ao início de n 4 ou se b. (ataque / ponto) o intervalo de tempo entre os pontos de ataque de n 2 e n 3 é maior do que entre aqueles de n 1 e n 2 e entre aqueles de n 3 e n 4 .
3. (Mudança) Considere uma sequência de quatro notas, n 1 –n 4 . A transição n 2 –n 3 pode ser ouvida como um limite de grupo se marcada por a. registrar, b. dinâmica, c. articulação, ou d. comprimento.
4. (Intensificação) Um grupo de nível maior pode ser colocado onde os efeitos detectados pelos GPRs 2 e 3 são mais pronunciados.
5. (Simetria) "Prefira análises de agrupamento que mais se aproximam da subdivisão ideal de grupos em duas partes de igual comprimento."
6. (Paralelismo) "Onde dois ou mais segmentos de música podem ser interpretados como paralelos, eles preferencialmente formam partes paralelas de grupos."
7. (Intervalo de tempo e estabilidade prolongacional) "Prefira uma estrutura de agrupamento que resulte em intervalo de tempo mais estável e / ou reduções prolongadas."

#### Regras de agrupamento transformacional
1. Sobreposição de agrupamento (p. 60).
2. Elisão de agrupamento (pág. 61).

### II. Regras de estrutura métrica

#### Regras de boa formação métrica (M ~ WFRs)
1. "Cada ponto de ataque deve estar associado a uma batida no menor nível métrico presente naquele ponto da peça."
2. "Cada batida em um determinado nível também deve ser uma batida em todos os níveis menores presentes naquele ponto daquela peça."
3. "Em cada nível métrico, as batidas fortes são espaçadas de duas ou três batidas."
4. "A batida ("tactus") e os níveis métricos imediatamente maiores devem consistir em batidas igualmente espaçadas por toda a peça. Em níveis métricos de sub-batidas, os batimentos fracos devem ser igualmente espaçados entre os batimentos fortes circundantes. "

#### Regras de preferência métrica (M ~ PRs)
1. (Paralelismo) "Onde dois ou mais grupos ou partes de grupos podem ser interpretados como paralelos, eles preferencialmente recebem estrutura métrica paralela."
2. (Batida forte no início) "Prefira fracamente uma estrutura métrica em que a batida mais forte de um grupo apareça relativamente cedo no grupo."
3. (Evento) "Prefira uma estrutura métrica na qual os batimentos de nível L i que coincidem com o início dos eventos de tom sejam batimentos fortes de L i ."
4. (Stress) "Prefira uma estrutura métrica em que bate de nível G i que são forçados são fortes batidas de L i."
5. (Comprimento) Prefira uma estrutura métrica em que uma batida relativamente forte ocorre no início de um relativamente longo: a. pitch-event; b. duração de uma dinâmica; c. legenda; d. padrão de articulação; e. duração de um pitch nos níveis relevantes da redução do intervalo de tempo; f. duração de uma harmonia nos níveis relevantes da redução do intervalo de tempo (ritmo harmônico).
6. (Baixo) "Prefira um baixo metricamente estável."
7. (Cadência) "Prefira fortemente uma estrutura métrica em que as cadências sejam metricamente estáveis; isto é, evite fortemente violações das regras de preferência local dentro das cadências."
8. (Suspensão) "Prefira fortemente uma estrutura métrica em que uma suspensão tenha uma batida mais forte do que sua resolução."
9. (Interação do intervalo de tempo) "Prefira uma análise métrica que minimize o conflito na redução do intervalo de tempo."
10. (Regularidade binária) "Prefira estruturas métricas nas quais a cada nível todas as batidas são fortes."

#### Regra métrica transformacional
1. Exclusão métrica (pág. 101).

### III. Regras de redução de intervalo de tempo
As regras de redução do intervalo de tempo começam com duas regras de segmentação e seguem para os WFRs, PRs e TRs padrão.
1. "Cada grupo em uma peça é um período de tempo na segmentação do período de tempo da peça."
2. "Na estrutura de agrupamento subjacente: a. Cada batida B do menor nível métrico determina um intervalo de tempo T B que se estende de B até, mas não incluindo a próxima batida do menor nível; b. Cada batida B do nível métrico Li determina a intervalo de tempo regular de todas as batidas de nível L i-1 de B até, mas não incluindo (i) a próxima batida B 'de nível L i ou (ii) um limite de grupo, o que ocorrer primeiro; e c. se um grupo o limite G intervém entre B e a batida anterior do mesmo nível, B determina um intervalo de tempo aumentado T ' B, que é o intervalo de G ao final do intervalo de tempo regular T B. "

#### Regras de boa formação de redução de intervalo de tempo (TSR ~ WFRs)
1. "Para cada intervalo de tempo T há um evento e (ou uma seqüência de eventos e 1 - e 2 ) que é a cabeça de T."
2. "Se T não contiver nenhum outro intervalo de tempo (isto é, se T for o menor nível de intervalos de tempo), haverá qualquer evento que ocorra em T."
3. Se T contiver outros intervalos de tempo, seja T 1 ,. . ., T n são os intervalos de tempo (regulares ou aumentados) imediatamente contidos em T e sejam e 1, ..., e n suas respectivas cabeças. Então a cabeça é definida dependendo de: a. redução normal; b. fusão; c. transformação; d. retenção cadencial (pág. 159).
4. "Se uma cadência de dois elementos está diretamente subordinada à cabeça e de um intervalo de tempo T, a final está diretamente subordinada a e e a penúltima está diretamente subordinada à final."

#### Regras de preferência de redução de intervalo de tempo (TSR ~ PRs)
1. (Posição métrica) "Das opções possíveis para a cabeça do intervalo de tempo T, prefira que esteja em uma posição métrica relativamente forte."
2. (Harmonia local) "Das escolhas possíveis para a cabeça do intervalo de tempo T, prefira que seja: a. Relativamente intrinsecamente consoante, b. Relativamente intimamente relacionado à tônica local."
3. (Extremos de registro) "Das opções possíveis para o cabeçalho do intervalo de tempo T, prefiro fracamente uma escolha que tenha: a. Um tom melódico mais alto; b. Um tom baixo mais baixo."
4. (Paralelismo) "Se dois ou mais intervalos de tempo podem ser interpretados como motivicamente e / ou ritmicamente paralelos, de preferência atribua a eles cabeças paralelas."
5. (Estabilidade métrica) "Ao escolher a cabeça de um intervalo de tempo T, prefira uma escolha que resulte em uma escolha mais estável da estrutura métrica."
6. (Estabilidade Prolongacional) "Ao escolher a cabeça de um intervalo de tempo T, prefira uma escolha que resulte em uma escolha mais estável da estrutura prolongacional."
7. (Retenção cadencial) (pág. 170).
8. (Início estrutural) "Se para um intervalo de tempo T houver um grupo maior G contendo T para o qual a cabeça de T pode funcionar como o início estrutural, então prefira como cabeça de T um evento relativamente próximo ao início de T (e daí para o início de G também). "
9. "Ao escolher a cabeça de uma peça, prefira o final estrutural ao início estrutural."

### IV. Regras de redução prolongada

#### Regras de boa formação de redução prolongada (PR ~ WFRs)
1. "Há um único evento na estrutura de agrupamento subjacente de cada peça que funciona como cabeça de prolongamento."
2. "Um evento e i pode ser uma elaboração direta de outro tom e j de qualquer uma das seguintes maneiras: a. E i é um prolongamento forte de e j se as raízes, notas de baixo e notas melódicas dos dois eventos forem idênticas; b. e i é um prolongamento fraco de e j se as raízes dos dois eventos são idênticas, mas o baixo e / ou notas melódicas diferem; c. e i é uma progressão para ou de e j se as raízes harmônicas dos dois eventos são diferentes."
3. "Cada evento na estrutura de agrupamento subjacente é a cabeça prolongada ou uma elaboração recursiva da cabeça prolongada."
4. (Sem ramificações cruzadas) "Se um evento e i é uma elaboração direta de um evento e j, todo evento entre e i e e j deve ser uma elaboração direta de e i, e j, ou algum evento entre eles."

#### Regras de preferência de redução prolongada (PR ~ PRs)
1. (Importância do intervalo de tempo) "Ao escolher o evento prolongacional mais importante e k de uma região prolongacional (e i - e j ), prefira fortemente uma escolha em que e k é relativamente importante no intervalo de tempo."
2. (Segmentação por intervalo de tempo) "Seja e k a região prolongacionalmente mais importante (e i - e j ). Se houver um intervalo de tempo que contém e i e e k, mas não e j, prefira uma redução prolongacional em que e k é uma elaboração de e i ; da mesma forma com os papéis de e i e e j invertidos. "
3. (Conexão prolongada) "Ao escolher a região prolongacionalmente mais importante (e i - e j ), prefira um e k que se liga a para formar uma conexão prolongacional máxima estável com um dos pontos finais da região."
4. (Importância prolongada) "Seja e k a região prolongacionalmente mais importante (e i - e j ). Prefira uma redução prolongada em que e k é uma elaboração dos pontos finais mais importantes de maneira prolongada. "
5. (Paralelismo) "Prefira uma redução prolongada na qual as passagens paralelas recebem análises paralelas."
6. (Estrutura prolongacional normativa) "Um grupo cadenciado contém preferencialmente quatro (cinco) elementos em sua estrutura prolongada: a. Um início prolongado; b. Uma finalização prolongada que consiste em um elemento das cadências; (c. Um prolongamento ramificado à direita como o mais importante elaboração direta direta do início prolongacional); d. uma progressão de ramificação à direita como a (próxima) elaboração direta mais importante do início prolongacional; e. uma progressão "subdominante" de ramificação à esquerda como a elaboração mais importante da primeira elemento da cadência. "

#### Regras transformacionais de redução prolongada
1. Condições de estabilidade para conexão prolongada (pág. 224): a. Condição de ramificação; b. Condição de coleta de tom; c. Condição melódica; d. Condição harmônica.
2. Princípio de interação: "Para fazer uma conexão prolongacional suficientemente estável, ek deve ser escolhido entre os eventos nos dois níveis mais importantes de redução do intervalo de tempo representados em (e i - e j )."